# Bauzuschlag (Fahrplan)
Der Bauzuschlag (Abkürzung Bzu; früher Sonderzuschlag) ist ein Zuschlag, der stellenweise ganzjährig neben der Haltezeit und der Fahrzeit in der Beförderungszeit eines Zuges enthalten ist.

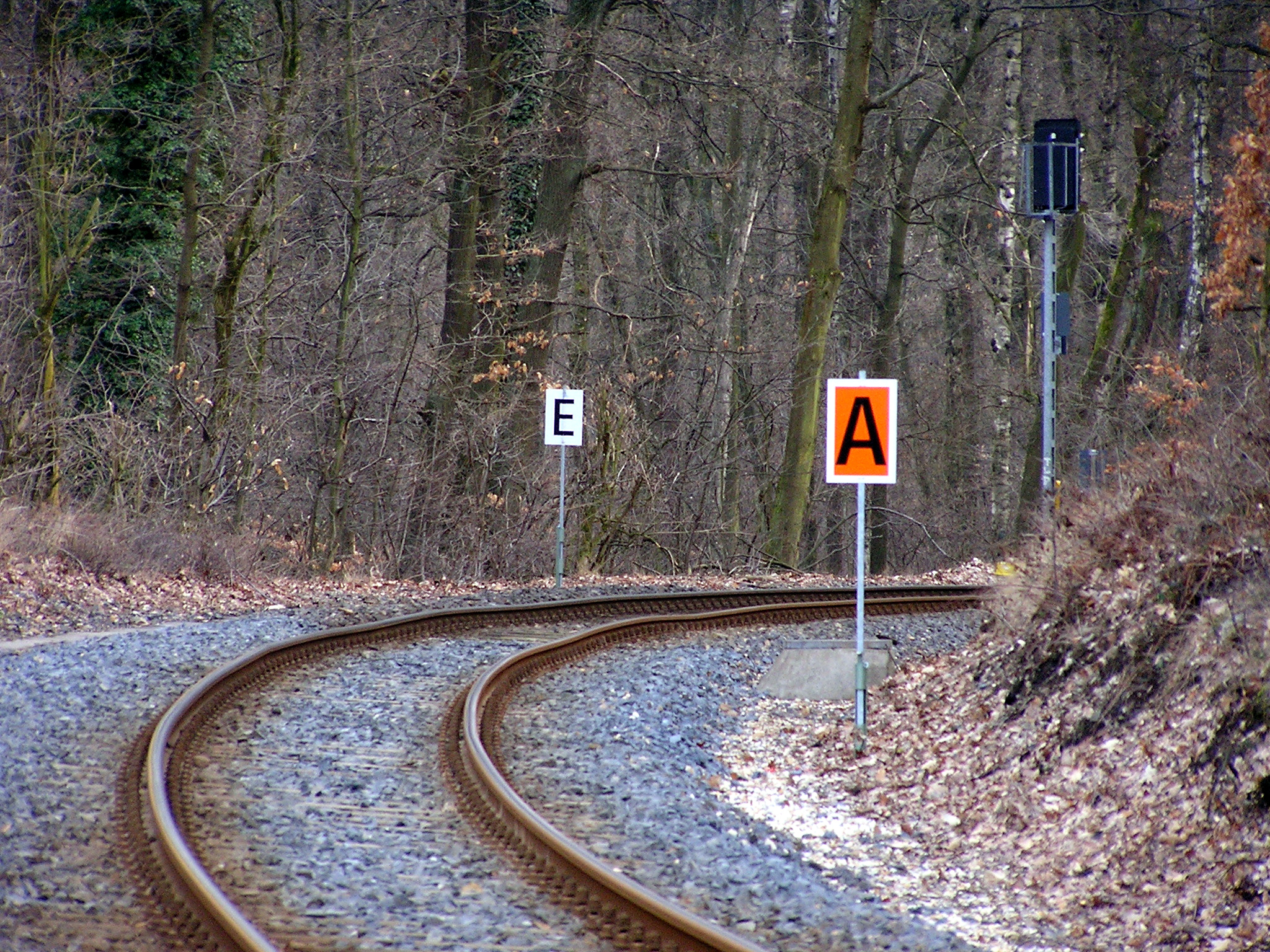
Vorübergehend eingerichtete Langsamfahrstellen sorgen für Fahrzeitverluste.

Auf Streckenabschnitten, auf denen mit Baumaßnahmen oder vorübergehend eingerichteten Langsamfahrstellen und damit Fahrzeitverlusten gerechnet werden muss, wird ein Bauzuschlag berücksichtigt. Fahrzeitverluste infolge von Baumaßnahmen entstehen häufig durch eine verringerte Überleitgeschwindigkeit bei eingleisiger Betriebsführung zwischen zwei Zugmeldestellen, bau- oder arbeitsschutzbedingten Langsamfahrstellen, zusätzlichen Halten zur Befehlsaufnahme oder durch Warten auf den bei eingleisiger Betriebsführung entgegenkommenden Zug. Der Bauzuschlag wird als absoluter Minutenwert der Fahrzeit zugeschlagen. Die Höhe des Bauzuschlags wird individuell zwischen zwei Großknoten abgeschätzt. In Abhängigkeit von den bestehenden Mängeln an der Infrastruktur und den zu erwartenden Baumaßnahmen wird ein definierter Wert für den Bauzuschlag pro Jahresfahrplan festgelegt. Üblicherweise wird ein Bauzuschlag vor einem größeren Bahnhof („Knoten“) auf die Fahrzeit aufgeschlagen, um die durch eine Baumaßnahme entstandene Fahrzeitverlängerung an diesem Punkt sensibel abzufedern. Andererseits – würde der Zuschlag zwischen zwei Knoten eingeplant werden – könnten Verzögerungen zwischen dem Verkehrshalt und nächsten Knoten nicht mehr aufgefangen werden. Resultierend wäre eine Verspätung. Wenn in einem Streckenabschnitt, für den ein Bauzuschlag ganzjährig festgelegt ist, keine Baumaßnahmen stattfinden, kann der Bauzuschlag als Qualitätsreserve gesehen werden.
Der „Bauzuschlag für konzentrierte Bautätigkeit“ kommt zur Anwendung, wenn der im Jahresfahrplan berechnete Bauzuschlagswert nicht ausreichend ist. Ein gesonderter Zuschlag ist insbesondere bei länger dauernden Baumaßnahmen einschließlich baubedingter Langsamfahrstellen erforderlich.

## Berechnung des Bauzuschlags
Bauzuschläge sind so festzulegen, dass ein entstehender Fahrzeitverlust auf 200 km Laufwegsbetrachtung aufgrund von zwischen zwei Zugmeldestellen eingleisige Betriebsweise sowie einer zusätzlich eingerichteten Langsamfahrstelle ausgeglichen werden kann. Das Berechnungsverfahren ist als Punktesystem erarbeitet und in der Richtlinie 406 – Fahren und Bauen – niedergeschrieben. Dieses Punktesystem berücksichtigt ebenfalls den zu erwarteten Instandhaltungsaufwand entsprechend des eingeschätzten Streckenzustandes. Nachteilig bei der angewandten Berechnungsmethode ist, dass die Berechnungsmethode lediglich auf den schnell fahrenden Reisezugverkehr beruht.